# بروکینگز (داکوتای جنوبی)
بروکینگز(به انگلیسی: Brookings) شهری در ایالت داکوتای جنوبی کشور ایالات متحده آمریکا است که جمعیت آن در سرشماری سال ۲۰۱۰ میلادی، ۲۲٬۰۵۶ نفر بوده‌است.